# Faragó István (labdarúgó)
Faragó István (Budapest, 1973. november 21. –) magyar bajnok labdarúgó, csatár, középpályás.

## Pályafutása
1992–93-ban a Kispest-Honvéd, 1993 és 1995 között az ETO FC Győr, 1994–95-ben kölcsönben a Vasas labdarúgója volt. 1995 és 1998 között ismét a Kispest-Honvéd csapatában szerepelt. 1998-ba kölcsönben, majd 1999-ben a Szeged LC igazolt játékosa volt. 1999 és 2002 között a Kispest-Honvéd, 2002–03-ban a Zalaegerszegi TE, 2003-ban a Békéscsaba, 2004-ben a Diósgyőri VTK, 2004–05-ben a Nyíregyháza labdarúgója volt. 2005–06-ban az osztrák SV Neumarkt együttesében szerepelt. 2006-ban a Mosonmagyaróvári TE, 2006 és 2010 között a Vecsési FC, 2010–11-ben a BKV Előre, 2011–12-ben a Rákosmente KSK labdarúgója volt.
Tagja volt az 1992–93-as idényben bajnok Kispest-Honvéd csapatának. 1992 és 2011 között 164 élvonalbeli és 112 másodosztályú mérkőzésen szerepelt. 

## Sikerei, díjai
Kispest-Honvéd
- Magyar bajnokság
  - bajnok: 1992–93